# 神明町 (川越市)
神明町（しんめいちょう）は、埼玉県川越市の町名。郵便番号は350-0823。

## 地理
川越市中心部に位置し、東側で宮元町、南東側で新河岸川を挟んで志多町、南・西側で石原町、北側で山田と接する。
2本の都市計画道路が町内を交差する形で走るため、それぞれの沿道に一定の商業集積がある。

## 歴史
江戸時代の城下町としても、また昭和の大合併以前の川越市としても最北端に位置した。
江戸時代の資料には神明町の名は無く、この近辺は五ヶ村と呼ばれていた。これは周辺の5つの村（寺井三ヶ村、東明寺村、小久保村）の入会地であったことによる。志多町との間にかかる東明寺橋から北西へ向かう松山街道は当時から大きな街道であり、またここから分岐して鴻巣への街道もあった。
江戸時代の神明町周辺には矢沢四郎右衛門家と小川五郎右衛門家という2軒の鋳物屋があり、これが川越鋳物の元祖とされる。
明治期の地図には神明町の名が見える。この町名は、町内にある神明神社に由来すると考えられている。神明神社は古くからこの地にあったが、河越城の戦いが起きた天文年間に神体を保護するため埋められ、江戸時代になって再び発掘されたという。
また、現在の神明町にあたる地域の旧町名には反町・深町という名も見られる。深町は水田が深かったことに由来するのではないかと推察されているが、反町の由来は不明である。
1963年（昭和38年）、川越市における町名・地番整理の第3次対象地域となり、川越、寺井、東明寺、小久保の4つの大字に分かれていた神明町が新しい神明町となった。さらに1970年（昭和45年）には反町の全体と深町の一部が神明町に編入され地番整理された。

## 交通
町内を南東から北西へ走る都市計画道路中央通り線は、古くは松山街道と呼ばれ、またかつては国道254号に指定されていた。2025年現在はこのうち神明町交差点以南の区間が、同交差点で右折し鴻巣方面へとつながる道とともに埼玉県道12号川越栗橋線に指定されている。また神明町交差点から南西へ向かう都市計画道路境町神明町線がある。
町内に鉄道路線、駅は設置されていない。東武バスは町内に神明町車庫を有し、旧国道を経由して川越駅に向かう多数の系統を持つ。町内には東明寺橋、神明町、神明町西、神明町車庫の4停留所を設置している。

## 施設
- 東武バスウエスト川越営業事務所（神明町車庫）
- 川越地区消防組合川越北消防署
- 神明神社